# Coalition des patriotes pour le changement
La Coalition des patriotes pour le changement (CPC) est un mouvement armé centrafricain créé le 17 décembre 2020 par la fusion de 6 groupes armés, 4 issus de la Séléka et 2 des anti-balaka,.
La CPC réunit :
- les 3R du général Bobbo (à dominante peule)
- l'Unité pour la paix en Centrafrique (UPC) d'Ali Darassa (à dominante peule)
- le Mouvement patriotique pour la Centrafrique (MPC) de Mahamat Al-Khatim (à dominante arabe, jusqu'en 2023)
- le Front populaire pour la renaissance de la Centrafrique (FPRC) de Noureddine Adam (à dominante rounga et sara)
- les Anti-Balaka aile Mokom de Maxime Mokom (en)
- les Anti-Balaka aile Ngaissona de Dieudonné Ndomaté (en)

Les six groupes sont officiellement placés sous commandement unifié (sans que le commandant en chef de la CPC soit connu).
Les groupes membres de la CPC dénoncent le Treizième accord de paix en Centrafrique (ou accord de Khartoum), signé en 2019 car, selon eux, le gouvernement reconnu ne tient pas ses promesses.
Liée à François Bozizé, elle déclenche les hostilités contre le pouvoir de Faustin-Archange Touadéra dans plusieurs régions du pays le 18 décembre 2020. La CPC souhaite l'annulation de la tenue des élections législatives et présidentielle de décembre.
En octobre 2021, la commission d'enquête du gouvernement centrafricain sur les exactions en RCA confirme la responsabilité de la CPC dans nombre des exactions commises pendant la guerre, parlant même de crimes de guerre et de crimes contre l'humanité.
Début 2023, la CPC mène plusieurs attaques dans l'ouest et le nord-est du pays contre les Forces armées centrafricaines et les mercenaires du groupe Wagner. Le bilan de ces attaques est incertain. À Sikkikede (en), dans la préfecture de la Vakaga, plusieurs militaires sont pris en otage lors d'une attaque et d'autres auraient été tués.
En novembre 2023, le MPC annonce son départ de la CPC et réintégrer le processus de dialogue avec le gouvernement reconnu dans le cadre de l'accord de Khartoum. Selon RFI, la CPC serait en crise et François Bozizé, coordinateur officiel de la coalition, serait contesté par l'UPC, le FPRC, les 3R et même une partie du Convergence nationale – Kwa Na Kwa (KNK), son propre parti.
En juillet 2024, Ali Darassa, chef d'état-major de la CPC, annonce vouloir la cessation des combats et le retour à un processus politique avec le gouvernement central. Il est limogé par François Bozizé en août. Fin août, Bozizé est démis de ses fonctions par le bureau de la CPC et Ali Darassa est réinstallé au poste de chef d'état-major. De plus le bureau de la CPC renomme le mouvement en Coalition pour le changement fondamental (CPC-F). Toutefois la CPC-F ne renonce pas à la lutte armée. De son côté, François Bozizé se considère toujours comme le chef de la CPC et critique la création de la CPC-F. Il réorganise la CPC en nommant le général Bobo, chef de la milice 3R, au poste de dirigeant adjoint et son fils Jean-Francis au poste de coordonnateur militaire.